# Георгій VIII
Георгій VIII (груз. გიორგი VIII; 1417–1476), останній цар об'єднаної Грузії (1446–1466), цар Кахетії (під ім'ям Георгія I) 1466–1476. Син царя Олександра I та його другої дружини Тамари, дочки царя Західної Грузії (Імереті) Олександра I. Представник династії Багратіоні.

## Життєпис
За часів правління Георгія VIII завершився тривалий процес роздрібнення єдиної феодальної монархії Грузії на регіональні царства. Першим від єдиного царства відколовся регіон Самцхе-Саатабаго. У Західній Грузії з претензією на царювання виступив ерістав Баграт, який оголосив війну Георгію. В битві при Чіхорі (1463) Георгій VIII зазнав поразки.
1465 року глава Самцхе-Саатабаго атабаг Кваркваре II ув'язнив Георгія VIII. Скориставшись цим, Баграт проголосив себе царем Грузії (1466). Звільнений з полону Георгій VIII (1466) був змушений повернутись до Кахетії, що дало початок відокремленню Кахетії.
Георгій VIII був першим грузинським царем, хто для створення антиосманської коаліції відрядив посольство до Європи (1458–1459).
Роком раніше римський папа Калікст III відповів згодою на прохання царя про обрання патріарха Грузії. Надалі Георгій VIII та Кваркваре II оголосили себе підданими папи, обрали папського нунція францисканця Людовика Болонського та виступили з проханням до новообраного папи Пія II щодо затвердження вибору. Людовик Болонський представив папі послів Георгія VIII, які оголосили про єдність всіх грузинів. Папа Пій II затвердив вибір нунція та спробував посилити антиосманську коаліцію в союзі з європейськими королями. Зі свого боку Людовик Болонський безуспішно намагався утримати єдність Грузії для боротьби в антиосманській коаліції.
Посли Грузії також були присутніми на аудієнції у короля Франції Карла VII та його сина Людовика XI (1461–1482). Результату не було, оскільки Європа пішла шляхом примирення з Османською імперією.

## Родина
Георгій був одружений двічі: з Тамарою, дочкою атабага Самцхе Кваркваре III Джакелі (до 1445) і Нестан-Дареджан (до 1456).
У першому шлюбі народились:
- Вахтанг, царевич, «провінційний цар». Був одружений з Гулкан.
- Кетеон (Крістіна), царівна. Була у шлюбі з князем Вахушті Шалікашвілі
- Єлена, царівна. Була у шлюбі зі Спиридоном Беєнашвілі.

У другому шлюбі народились:
- Олександр, цар Кахетії (1476–1511)
- Маріам, царівна. Була у шлюбі з сином ерістава Арагві Вамека Шабурідзе
- дочка (ім'я невідоме). Була заручена з візантійським імператором Костянтином XI та вбита під час облоги Константинополя 1453 року.